# Tholymis elgneri
Tholymis elgneri är en trollsländeart som först beskrevs av Friedrich Ris 1913.  Tholymis elgneri ingår i släktet Tholymis och familjen segeltrollsländor. Inga underarter finns listade i Catalogue of Life.